# 2329 Orthos
2329 Orthos هو كويكب، يقع ضمن كويكبات أبولو.، ويقع ضمن حزام الكويكبات. اكتشف في 19 نوفمبر 1976. وقد اكتشفه هانز-اميل شوستر.

## روابط خارجية
- 2329 Orthos في قاعدة بيانات مختبر الدفع النفاث لأجرام النظام الشمسي الصغيرة

- الاكتشاف · مخطط المدار ·  العناصر المدارية · المعلمات المادية

- 2329 Orthos على موقع ويكي سكاي: DSS2, SDSS, GALEX, IRAS, Hydrogen α, X-Ray, Astrophoto, Sky Map, Articles and images